# The Trouble with Normal (album)
The Trouble with Normal è il tredicesimo album di Bruce Cockburn, pubblicato dalla True North Records nel 1983. Il disco fu registrato tra il settembre 1982 ed il gennaio del 1983 al Manta Sound di Toronto (Canada).

## Tracce
Lato A
1. The Trouble with Normal – 3:35 (Bruce Cockburn)
2. Candy Man's Gone – 4:00 (Bruce Cockburn)
3. Hoop Dancer – 7:48 (Bruce Cockburn)
4. Waiting for the Moon – 4:22 (Bruce Cockburn)

Lato B
1. Tropic Moon – 4:38 (Bruce Cockburn)
2. Going Up Against Chaos – 5:31 (Bruce Cockburn)
3. Put Our Hearts Together – 4:25 (Bruce Cockburn)
4. Civilization and Its Discontents – 4:16 (Bruce Cockburn)
5. Planet of the Clowns – 3:47 (Bruce Cockburn)

Edizione CD del 2002, pubblicato dalla Rounder Records
1. The Trouble with Normal – 3:35 (Bruce Cockburn)
2. Candy Man's Gone – 4:00 (Bruce Cockburn)
3. Hoop Dancer – 7:48 (Bruce Cockburn)
4. Waiting for the Moon – 4:22 (Bruce Cockburn)
5. Tropic Moon – 4:38 (Bruce Cockburn)
6. Going Up Against Chaos – 5:31 (Bruce Cockburn)
7. Put Our Hearts Together – 4:25 (Bruce Cockburn)
8. Civilization and Its Discontents – 4:16 (Bruce Cockburn)
9. Planet of the Clowns – 3:47 (Bruce Cockburn)
10. Cala Luna – 5:06 (Bruce Cockburn) – Bonus track
11. I Wanna Dance with You – 4:35 (Bruce Cockburn) – Bonus track

## Musicisti
- Bruce Cockburn  - chitarra, voce
- Jon Goldsmith  - tastiere
- Hugh Marsh  - violino, mandolino
- Dennis Pendrith  - basso, chapman stick
- Bob DiSalle  - batteria
- Dick Smith  - percussioni
- Collina Phillips  - accompagnamento vocale, coro (brano : B3)
- Sharon Lee Williams  - accompagnamento vocale, coro (brano : B3)
- Shawne Jackson  - accompagnamento vocale, coro (brano : B3)